# Volo Continental Airlines 12
Il 1º luglio 1965 il volo Continental Airlines 12 uscì di pista mentre tentava di atterrare all'Aeroporto di Kansas City "Charles B. Wheeler" (Charles B. Wheeler Downtown Airport). Nessuno rimase ucciso o ferito gravemente, ma l'incidente portò a varie discussioni sulla sicurezza della pista a Kansas City, portando alla costruzione di un nuovo aeroporto, l'Aeroporto Internazionale di Kansas City, aperto nel 1972. Da qui in poi partì anche la diffusione della scanalatura della pista, il che migliora la frenata in condizioni di atterraggio bagnato.

## Il volo
Il volo Continental Airlines 12 era un volo passeggeri interno partito dall'aeroporto internazionale di Los Angeles e diretto all'aeroporto internazionale di Chicago-O'Hare, con scalo intermedio a Kansas City. Il 1 luglio 1965 era operato da un Boeing 707 quadrimotore a fusoliera stretta (codice di registrazione N70773).

## L'incidente
Dopo un volo di routine, l'aereo si stava avvicinando al sistema di atterraggio strumentale per la pista 18. C'erano forti piogge e visibilità ridotta all'aeroporto. Il vento era stato segnalato da Est-Nordest a 7 nodi. Nella maggior parte degli aeroporti questo normalmente significa che l'avvicinamento doveva avvenire dall'altra parte, sulla pista 36. Quality Hill, nel centro di Kansas City, si affaccia sull'aeroporto da questa direzione. È così vicino alla fine della pista che gli aerei devono aggirarla per atterrare in sicurezza con il bel tempo. Questo ostacolo impedì l'installazione di un sistema di atterraggio strumentale su questa pista. Normalmente è considerato sicuro atterrare nella direzione opposta in queste condizioni, ma sarebbero atterrati con un leggero vento in coda.
Il volo 12 atterrò sotto una pioggia battente alle 5:29 AM, a circa 1050 piedi (320 m) dopo l'inizio della pista 18. Gli spoiler, gli inversori di spinta e i freni si attivarono, ma non rallentarono l'aereo per colpa della pista bagnata. Rendendosi conto che l'aereo non poteva fermarsi prima della fine della pista, il comandante cercò deliberatamente di far oscillare l'aereo a sinistra in modo che l'ala destra subisse l'urto iniziale dell'impatto. Usando il timone sinistro e dando più potenza ai motori n. 3 e 4 (sul lato destro), l'aereo virò di 35 gradi a sinistra, ma continuò a scivolare lungo la pista, sfrecciando ancora a 40 nodi (74 km/h) quando uscì di pista. L'ala destra impattò sul terreno esplodendo mentre l'aereo vi rotolava sopra, fermandosi in tre tronconi sulla strada perimetrale tra il tumulo e l'argine del fiume. L'aereo era danneggiato in modo irreparabile, rendendo l'incidente la 14a perdita di un Boeing 707. Cinque persone (tra cui tre passeggeri e due membri dell'equipaggio) riportarono delle ferite lievi.

## L'indagine
Il Civil Aeronautics Board (CAB) si occupò delle necessarie indagini. Determinò che al volo 12 non erano state fornite informazioni meteorologiche adeguate dal controllore di avvicinamento di Kansas City o dal personale della compagnia che avrebbero potuto utilizzare per determinare se fosse possibile un atterraggio sicuro. Di conseguenza, l'equipaggio di condotta non aveva motivo di aspettarsi difficoltà durante l'atterraggio. Il CAB stabilì anche che il punto in cui il volo 12 era atterrato (1050 piedi (320 m) oltre l'inizio della pista) era all'interno dell'area di atterraggio ILS designata.
Dopo aver determinato che l'aereo era atterrato per la prima volta a 1050 piedi (320 m) lungo la pista di 7000 piedi (2100 m), il CAB verificò se fosse possibile per il Boeing fermarsi nei restanti 5950 piedi (1810 m). Esistevano prove sufficienti per ritenere che l'aquaplaning si era verificato per colpa dell'accumulo di acqua sulla pista Sulla base delle informazioni fornite dalla Boeing sulle prestazioni di frenata del 707, del contributo di un esperto tecnico della NASA e delle interviste ai testimoni, il CAB stabilì che in base alle condizioni d'atterraggio in quel momento non era possibile fermarsi con la distanza rimanente.
Nel giugno 1966 il CAB pubblicò il suo rapporto finale, concludendo che "la probabile causa di questo incidente è stato l'aquaplaning delle ruote del carrello d'atterraggio che preclusero l'efficacia della frenata"

## Conseguenze
Sebbene non ci siano state vittime nell'incidente, venne evidenziata una serie di carenze con le operazioni degli aerei a reazione all'aeroporto municipale di Kansas City. A 7000 piedi (2100 m), la pista 18-36 era lunga a malapena per i Boeing 707. L'aeroporto non poteva essere ampliato, poiché era circondato su tre lati dal fiume Missouri e da uno scalo ferroviario sul lato est. I piloti rivolsero alle autorità a Kansas City la richiesta di risolvere questo problema dopo l'incidente del volo 12.
La scanalatura della pista era uno sviluppo nuovo di zecca al momento del volo 12. I funzionari dell'aeroporto di Kansas City hanno scanalarono l'aeroporto, il aveva migliorato molto le condizioni di frenata. La Federal Aviation Administration implementò un programma per istituire la scanalatura della pista in modo più ampio e nel 1969 la FAA la diffuse in quattro aeroporti: l'aeroporto municipale di Atlanta, l'aeroporto di Chicago Midway, l'aeroporto John F. Kennedy e l'aeroporto nazionale di Washington. Tuttavia i piloti commerciali continuarono a considerare l'aeroporto non sicuro anche dopo che era stato smantellato. Nel settembre 1969 l'Airline Pilots Association (ALPA) pubblicò un sondaggio tra i membri che dichiarò l'aeroporto municipale di Kansas City come uno dei 10 aeroporti più pericolosi d'America. Le condizioni della pista all'aeroporto e l'incidente del volo 12 sono state elencate da ALPA come ragioni specifiche per includere Kansas City nella loro lista dei 10 aeroporti peggiori.
Un nuovo aeroporto, l'aeroporto internazionale di Kansas City, è stato costruito per fornire un miglior servizio aereo commerciale alla città. Il nuovo aeroporto aveva due piste, una di 9500 piedi (2900 m) e l'altra di 9000 piedi (2700 m), offrendo un maggior margine di sicurezza per i jet commerciali come il Boeing 707. Nel 1972 le operazioni delle compagnie aeree commerciali furono spostate al nuovo aeroporto.
Continental Airlines continuò ad utilizzare il numero 12 sulla rotta che andava da Honolulu a Los Angeles. Dopo la sua acquisizione da parte di United Airlines, il numero del volo è stato mantenuto per la rotta LAX-HNL, ma ora viene utilizzato su una rotta IAH-LGA.
A partire dal 2007, le piste 18 e 36 sono conosciute come piste 1 e 19. Kansas City non ha osservato l'ora legale fino al 1967.